# Calligrapha dolosa
Calligrapha dolosa är en skalbaggsart som beskrevs av Brown 1945. Calligrapha dolosa ingår i släktet Calligrapha och familjen bladbaggar. Inga underarter finns listade i Catalogue of Life.